# Ilsequelle
Koordinaten: 50° 53′ 8,5″ N, 8° 16′ 48″ O

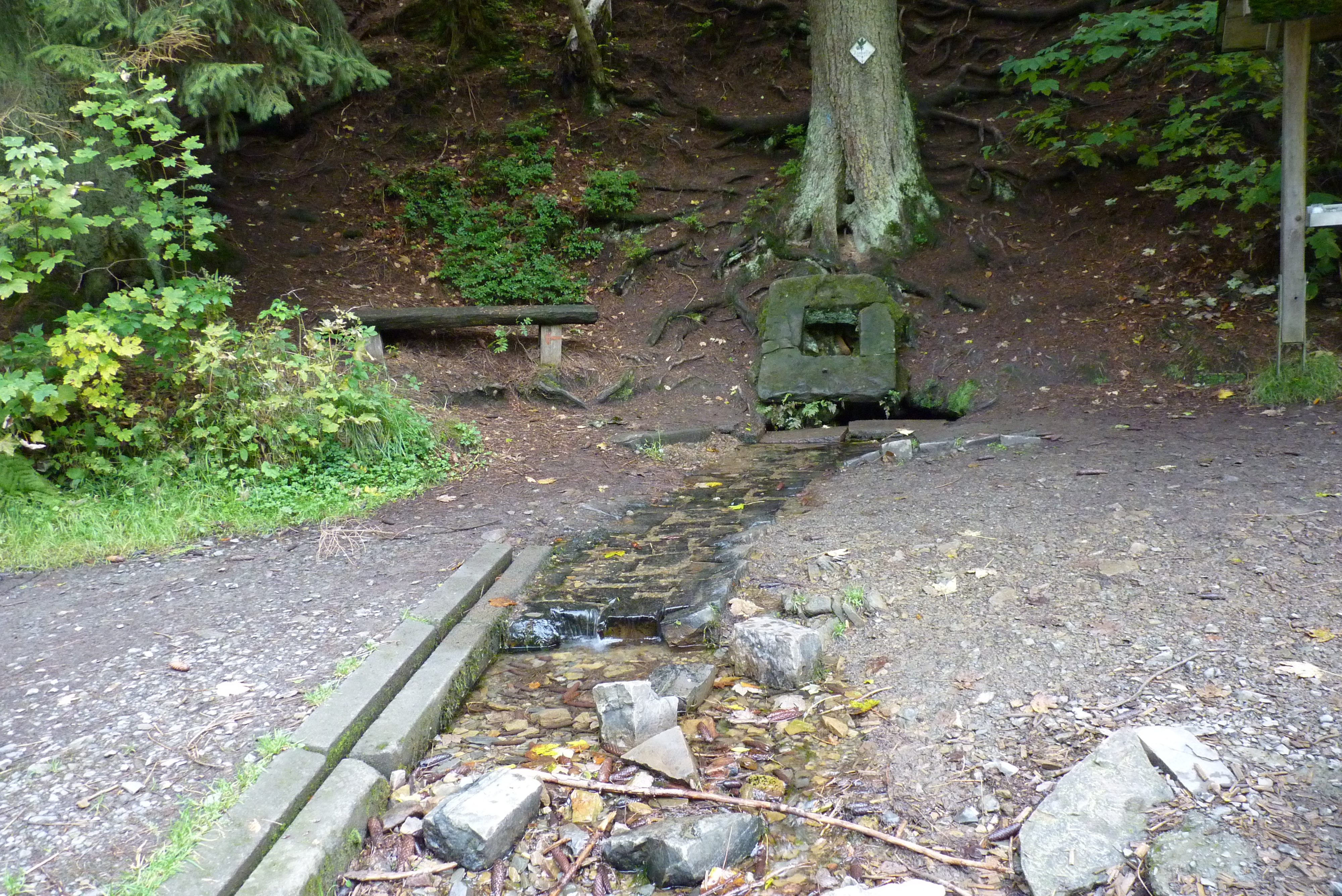
Abfluss der Ilsequelle (Sommer 2013)

Ilsequelle steht für die beiden im Rothaargebirge liegenden Quellen des Lahn-Nebenflusses Ilse. Sie befinden sich nahe Heiligenborn im nordrhein-westfälischen Kreis Siegen-Wittgenstein. Es gibt die oberste Ilsequelle, auf die sich die Bachkilometrierung der 8,7 km langen Ilse bezieht, und die etwas bachabwärts gelegene Heilige Ilsequelle.

## Geographische Lage
Die beiden Ilsequellen liegen jeweils im Süden von Rothaargebirge, Naturpark Sauerland-Rothaargebirge und Westfalen nahe der mittelhessischen Grenze.

### Oberste Ilsequelle
Die oberste Quelle liegt an der Grenze von Wittgensteiner Land und Siegerland etwa 700 m südsüdöstlich des Weilers Heiligenborn, einem südwestlichen Stadtteil von Bad Laasphe. Sie entfließt der Ostnordostflanke des Jagdbergs (675,9 m ü. NHN) auf etwa 636 m (⊙) Höhe; dessen Gipfel ist 570 m von der Quelle entfernt.

### Heilige Ilsequelle
Von der obersten Quelle aus betrachtet rund 0,5 Ilsekilometer bachabwärts liegt die gefasste Heilige Ilsequelle (⊙). Sie befindet sich etwa 2,1 km südwestlich von Bernshausen, 3,2 km östlich von der zu Nenkersdorf gehörenden Exklave Lahnhof und 1 km (jeweils Luftlinie) südlich von Heiligenborn. Diese Quelle befindet sich in einem kleinen, von Wald umsäumten Wiesental und entfließt aus 608,2 m Höhe dem Nordwesthang des Berges Kompass, der mit 694,1 m Höhe die höchste Erhebung im Bad Laaspher Stadtgebiet ist; dessen Gipfel ist 250 m von der Quelle entfernt.
Wenige Meter unterhalb der Heiligen Ilsequelle liegt ein kleiner Teich. Es gibt noch sieben weitere kleine Quellbäche, die ihren Ursprung nahe der obersten Bachquelle in einem Sumpfgebiet haben. Die Ilsequelle ist eine Störungsquelle.

## Geschichte
Bereits im Mittelalter war die untere Quelle der Ilse als Heilige Ilsequelle bekannt und gehörte zu den bekanntesten Heilquellen Mitteleuropas. Kranke pilgerten dorthin, um durch das Trinken von Quellwasser aus einem Trinkbrunnen und beim Baden im künstlich angelegten Badeweiher Linderung zu finden. Nach heutiger Währung betrugen die Einnahmen von Almosen 1622 innerhalb von nur 10 Tagen rund 22.000 Euro. Die anschließende Pestwelle von 1625 und der Dreißigjährige Krieg (1618–1648) beendete die Pilgerei zur Ilsequelle vorerst und sie geriet in Vergessenheit. Nachdem aber im Jahr 1862 eine seit Jahren gichtkranke Frau, die kaum noch gehen konnte, durch eine sechswöchige Trinkkur geheilt worden war, pilgerten eine Zeit lang nochmals viele Menschen zur Quelle. 
Von den damals errichteten Badeeinrichtungen sind noch die aus dem 17. Jahrhundert stammende Quelleinfassung, die im 19. Jahrhundert nach Laaspherhütte verschleppt worden war, und der Badeweiher erhalten. Zwischenzeitlich war dieser zum Fischteich umfunktioniert worden, weswegen er wieder renaturiert werden musste. Ebenfalls musste die Verrohrung der Ilse abgerissen werden, durch die sie zeitweise geleitet wurde. Sie wurde durch eine neu angelegte Furt ersetzt, durch welche die unten genannten Wanderwege verlaufen. Der komplette Verlauf der Ilse ist somit wieder biologisch intakt. Seit einigen Jahren befinden sich an der Quelle Bänke, Liegestühle und Tische, sowie eine Infotafel über die Geschichte der Ilsequelle.

## Verkehr und Wandern
Die nächstgelegene Straße ist die Kreisstraße 17, die etwas südlich vom Lahnhof von der Eisenstraße des Rothaargebirges (L 722) abzweigt und dann durch den quellnahen Weiler Heiligenborn sowie vorbei an Lindenfeld nach Banfe führt. Vorbei an der Heiligen Ilsequelle führen der Europäische Fernwanderweg E1, der Rothaarsteig, der Lahnwanderweg und der Märchenwanderweg Kleiner Rothaar. Wenige Hundert Meter abseits von diesen Wegen liegt die oberste Ilsequelle.